# Gabriel Arias-Salgado y de Cubas
Gabriel Arias-Salgado y de Cubas (Madrid, 3 mars 1904 - 26 juillet 1962) est un homme politique espagnol, ministre pendant la dictature du général Franco.

## Biographie
Étudiant au collège de Nuestra Señora del Recuerdo de Chamartín, il obtient un diplôme en langues classiques et humanités. En 1937, au moment de la Guerre civile, il passe dans le camp nationaliste, et obtient le poste de directeur du journal Libertad. Après la guerre il est nommé gouverneur civil de Salamanque. Étant spécialiste en philosophie, humanités et langues classiques, il occupe par la suite la charge de vice-secrétaire à l'éducation populaire et de délégué national à la presse et à la propagande du parti unique, la Falange Española Tradicionalista y de las JONS (1941-1946). Il est ensuite député aux Cortes (1943-1946).
En 1951, il est nommé ministre du Ministère de l'information et du tourisme récemment créé, poste qu'il conserve jusqu'au 11 juillet 1962, où il est destitué.
Il meurt quinze jours après avoir dû quitter ses fonctions, le 26 juillet 1962. Il est le père de Rafael Arias-Salgado, qui suit ses traces en politique, et du diplomate Fernando Arias-Salgado (es).